# Carlsbahn
| |                         |                                         |                                         |
| Streckennummer (DB): | 3906                    |                                         |                                         |
| Kursbuchstrecke (DB): | ex 198d                 |                                         |                                         |
| Kursbuchstrecke: | 174a (1934) 198a (1946) |                                         |                                         |
| Streckenlänge: | 16,5 km                 |                                         |                                         |
| Spurweite: | 1435 mm (Normalspur)    |                                         |                                         |
| |                         |                                         |                                         |
| Inbetriebnahme: | 1848                    |                                         |                                         |
| Ausbau: | eingleisige Nebenbahn   |                                         |                                         |
| Bundesland: | Hessen                  |                                         |                                         |
| Betriebsstellen und Strecken |                         |                                         |                                         |
| \| \| \| Karlshafen r.U. (ehem. Bf) \| Sollingbahn \| \| \| \| Weser \| \| \| \| 16,44 \| Karlshafen l.U. (bis 1966) \| Karlshafen l.U. (bis 1966) \| \| \| 16,30 \| zum Weserhafen (bis 1966) \| zum Weserhafen (bis 1966) \| \| \| 13,70 \| Helmarshausen (bis 1966) \| Helmarshausen (bis 1966) \| \| \| 9,55 \| zum Rittergut (1902–1966) \| zum Rittergut (1902–1966) \| \| \| 9,50 \| Wülmersen (1899–1966) \| Wülmersen (1899–1966) \| \| \| 9,00 \| Holzapeviadukt (50 m) \| Holzapeviadukt (50 m) \| \| \| 7,60 \| Deiseler Tunnel (202 m) \| Deiseler Tunnel (202 m) \| \| \| 4,42 \| zum Steinbruch \| zum Steinbruch \| \| \| 4,38 \| Trendelburg \| Trendelburg \| \| \| 4,10 \| \| \| \| \| 2,80 \| Stammen (1895–1966) \| Stammen (1895–1966) \| \| \| 1,45 \| \| \| \| \| \| Friedrich-Wilhelms-Nordbahn von Warburg \| \| \| \| 0,00 \| Hofgeismar-Hümme \| Hofgeismar-Hümme \| \| \| \| Friedrich-Wilhelms-Nordbahn nach Kassel \| \| |                         |                                         |                                         |
| Haltepunkt / Haltestelle quer |                         | Karlshafen r.U. (ehem. Bf)              | Sollingbahn                             |
| |                         | Weser                                   |                                         |
| Kopfbahnhof Streckenanfang (Strecke außer Betrieb) | 16,44                   | Karlshafen l.U. (bis 1966)              | Karlshafen l.U. (bis 1966)              |
| Abzweig geradeaus und von rechts (Strecke außer Betrieb) | 16,30                   | zum Weserhafen (bis 1966)               | zum Weserhafen (bis 1966)               |
| Bahnhof (Strecke außer Betrieb) | 13,70                   | Helmarshausen (bis 1966)                | Helmarshausen (bis 1966)                |
| Abzweig geradeaus und nach rechts (Strecke außer Betrieb) | 9,55                    | zum Rittergut (1902–1966)               | zum Rittergut (1902–1966)               |
| Haltepunkt / Haltestelle (Strecke außer Betrieb) | 9,50                    | Wülmersen (1899–1966)                   | Wülmersen (1899–1966)                   |
| Brücke über Wasserlauf (Strecke außer Betrieb) | 9,00                    | Holzapeviadukt (50 m)                   | Holzapeviadukt (50 m)                   |
| Tunnel (Strecke außer Betrieb) | 7,60                    | Deiseler Tunnel (202 m)                 | Deiseler Tunnel (202 m)                 |
| Abzweig geradeaus und von links (Strecke außer Betrieb) | 4,42                    | zum Steinbruch                          | zum Steinbruch                          |
| Bahnhof (Strecke außer Betrieb) | 4,38                    | Trendelburg                             | Trendelburg                             |
| Brücke (Strecke außer Betrieb) | 4,10                    |                                         |                                         |
| Haltepunkt / Haltestelle (Strecke außer Betrieb) | 2,80                    | Stammen (1895–1966)                     | Stammen (1895–1966)                     |
| Brücke (Strecke außer Betrieb) | 1,45                    |                                         |                                         |
| Abzweig ehemals geradeaus und von rechts |                         | Friedrich-Wilhelms-Nordbahn von Warburg | Friedrich-Wilhelms-Nordbahn von Warburg |
| Bahnhof | 0,00                    | Hofgeismar-Hümme                        | Hofgeismar-Hümme                        |
| Strecke |                         | Friedrich-Wilhelms-Nordbahn nach Kassel | Friedrich-Wilhelms-Nordbahn nach Kassel |

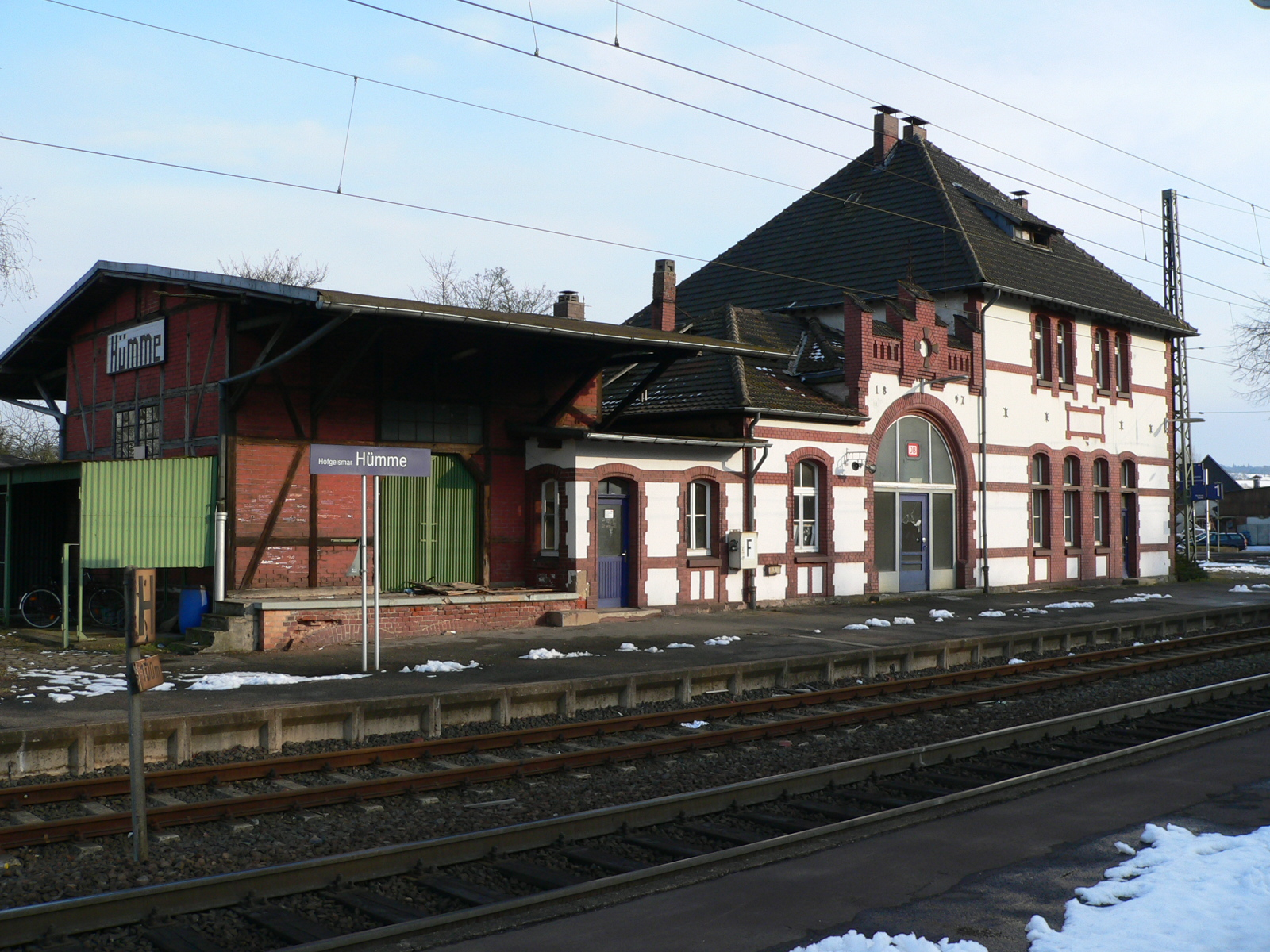
Bahnhof „Hümme“

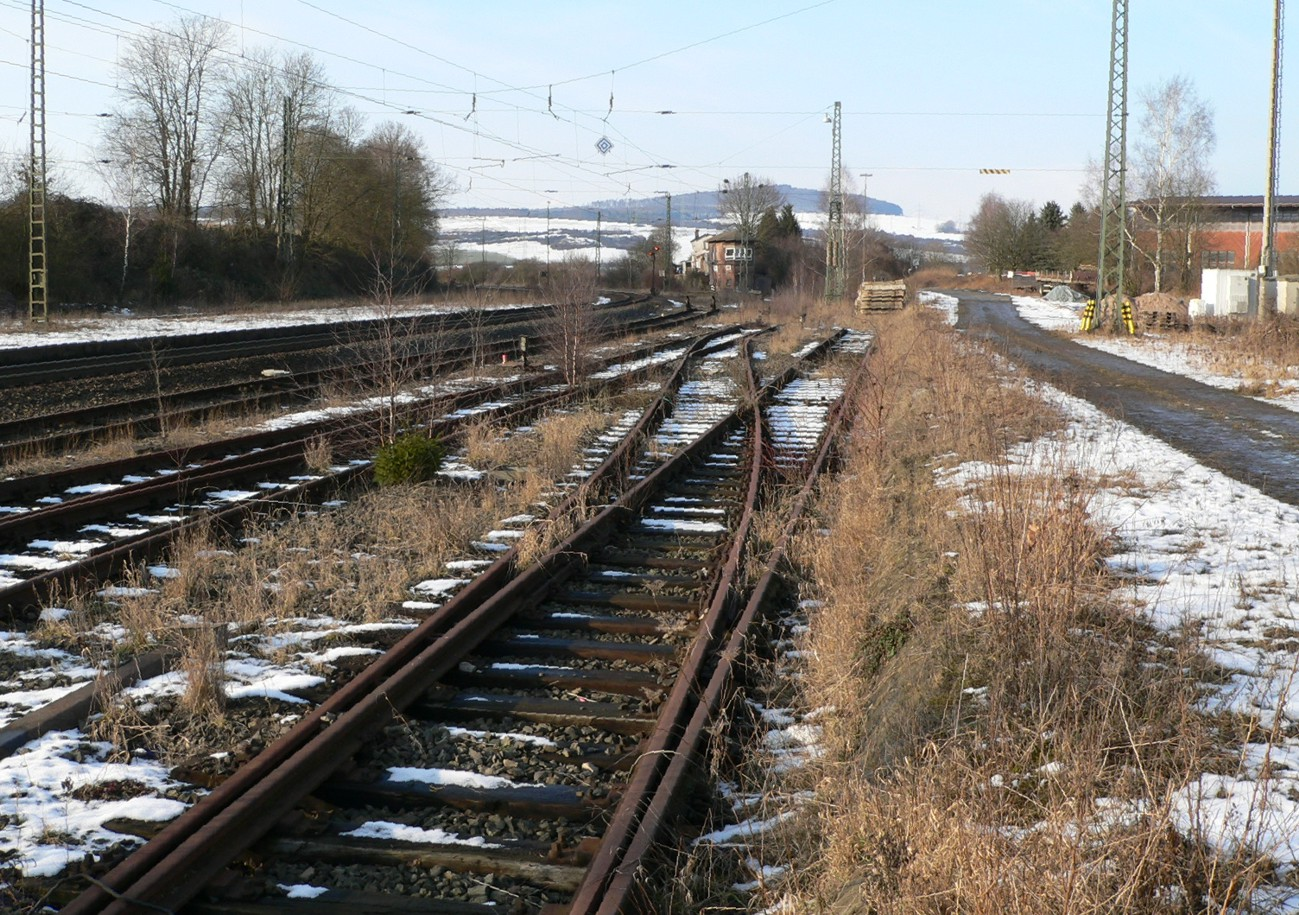
Ehemaliger Abzweig der Carlsbahn in Hümme

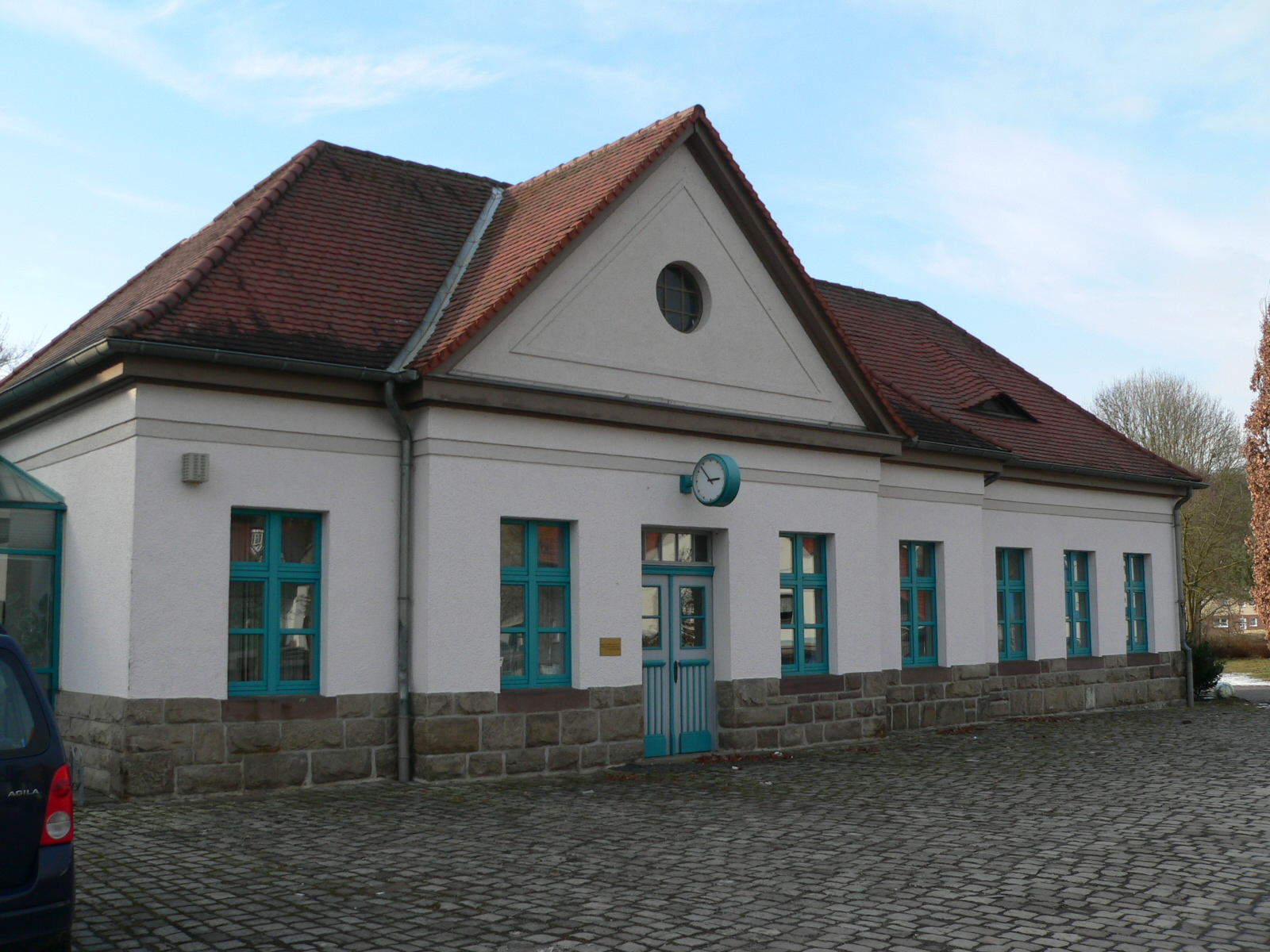
Ehemaliger Bahnhof „Trendelburg“ von 1914

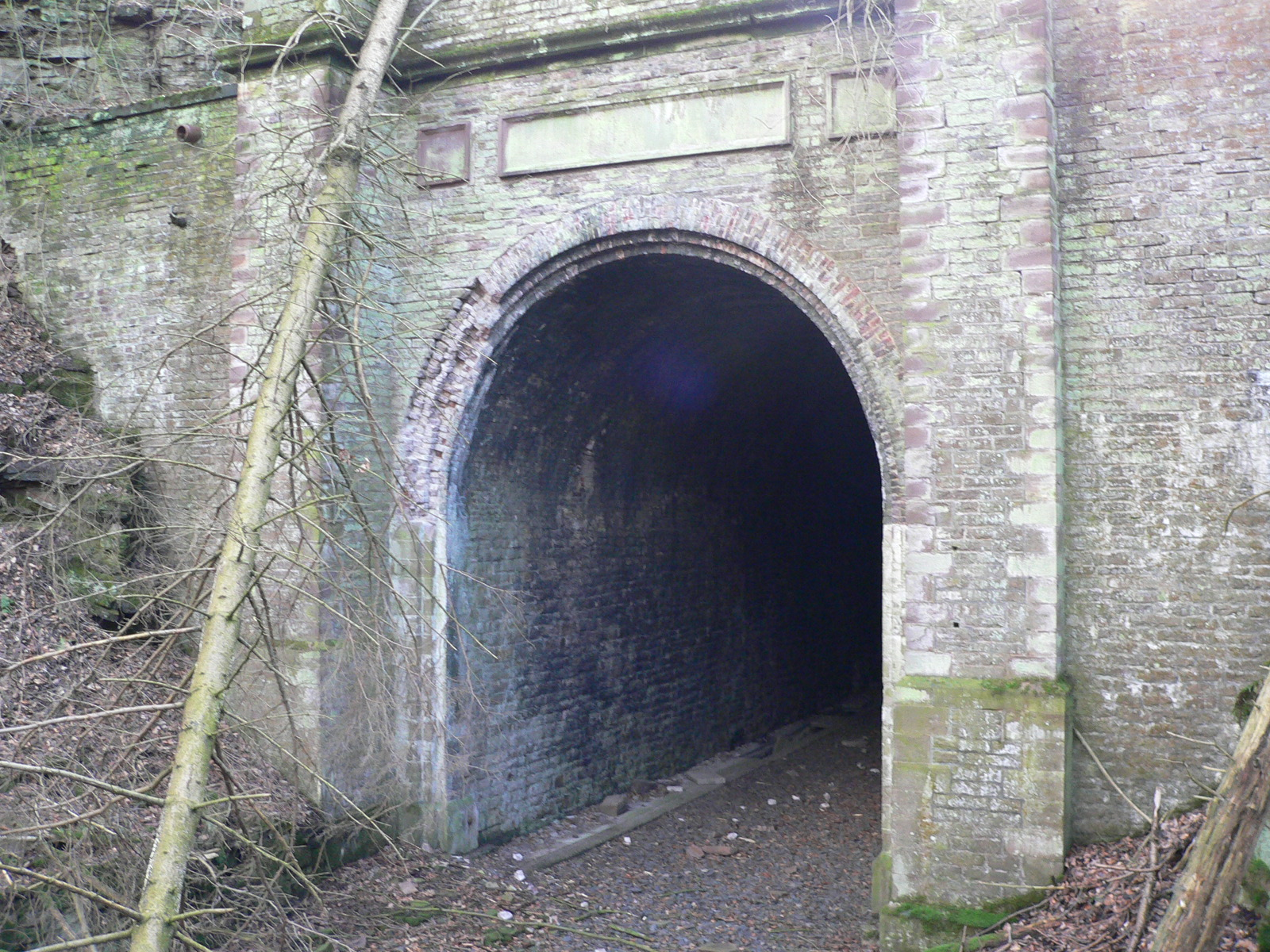
Deiseler Tunnel 2006

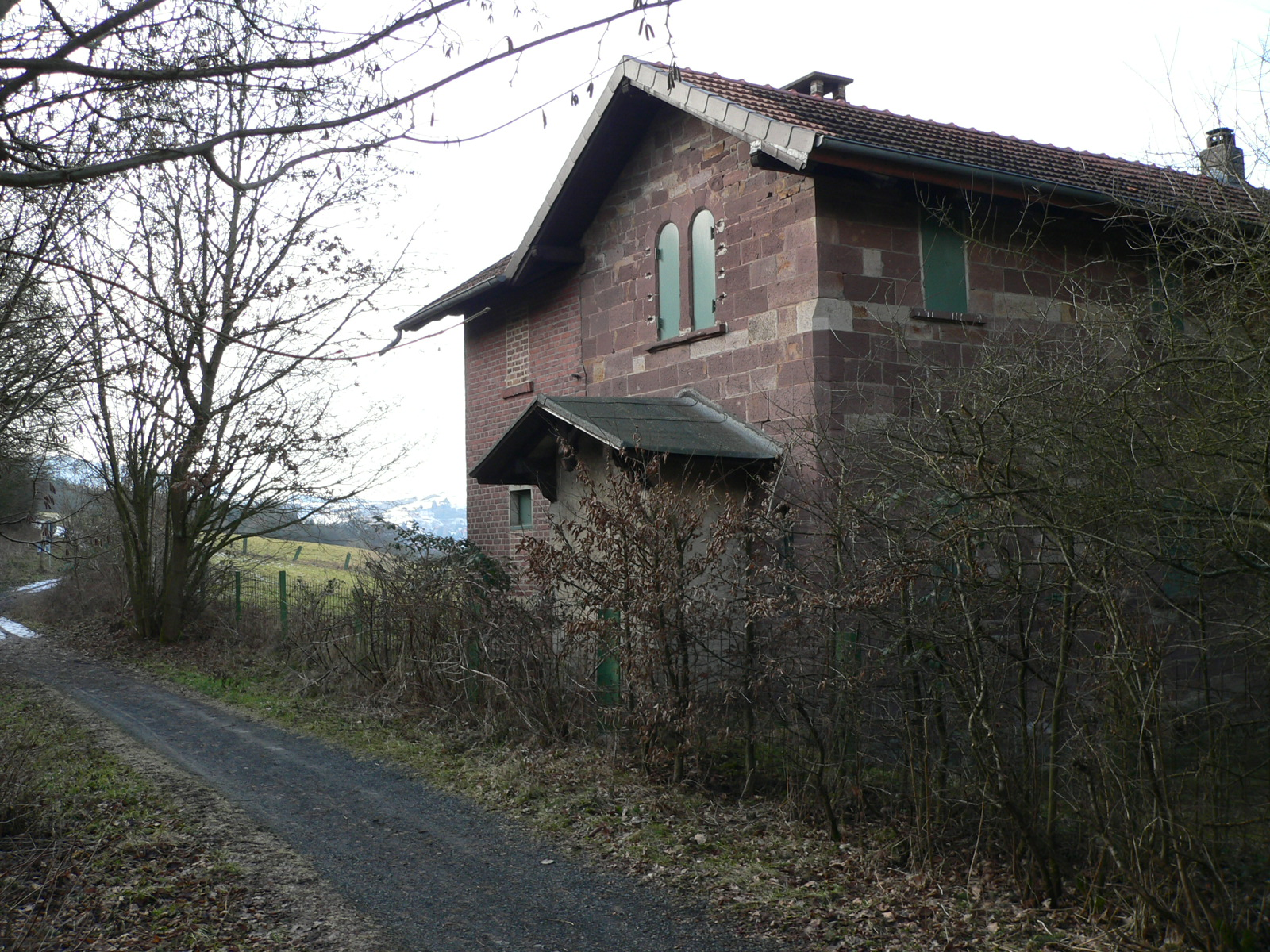
Tunnelwärterhaus an der Carlsbahn

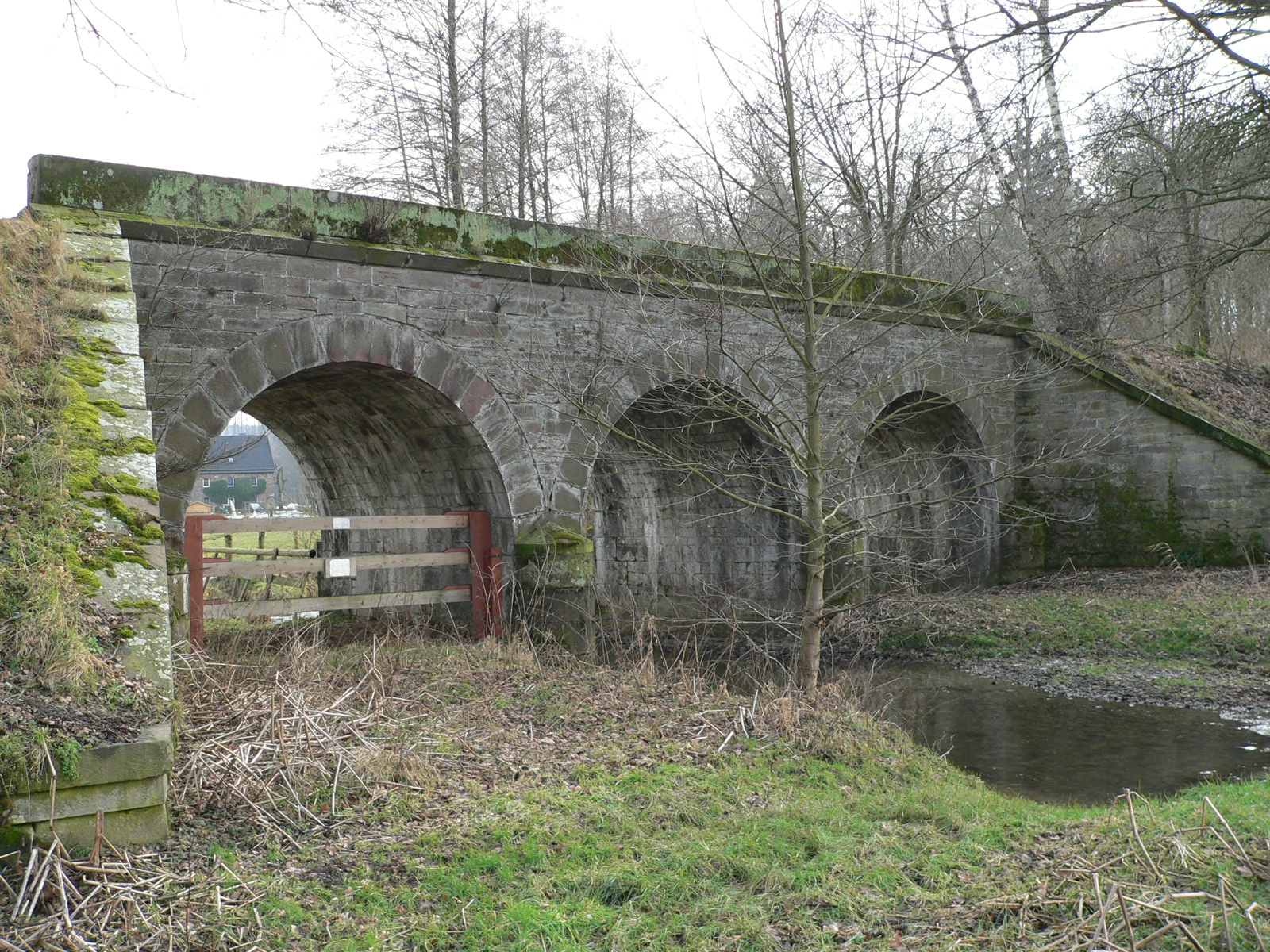
Viadukt über die Holzape, 2006

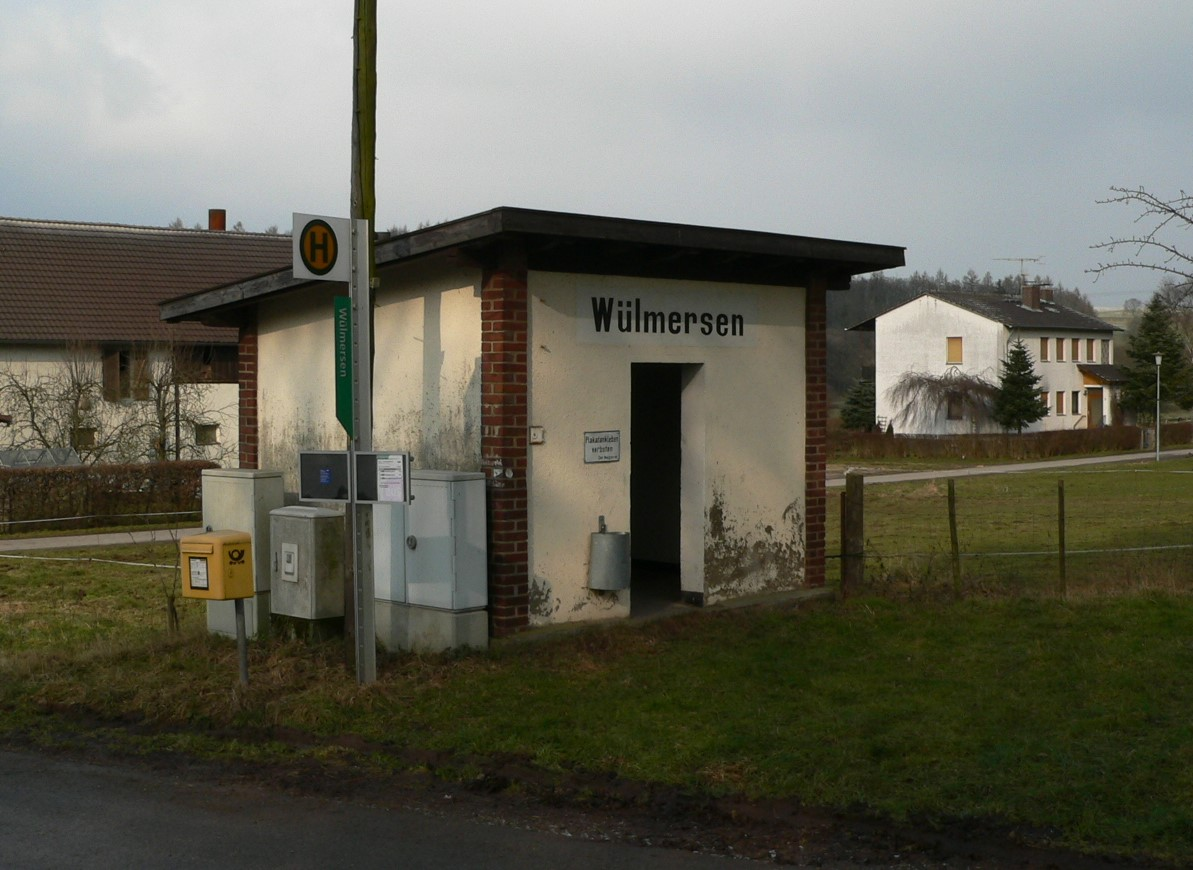
Haltepunkt Hofgut Wülmersen

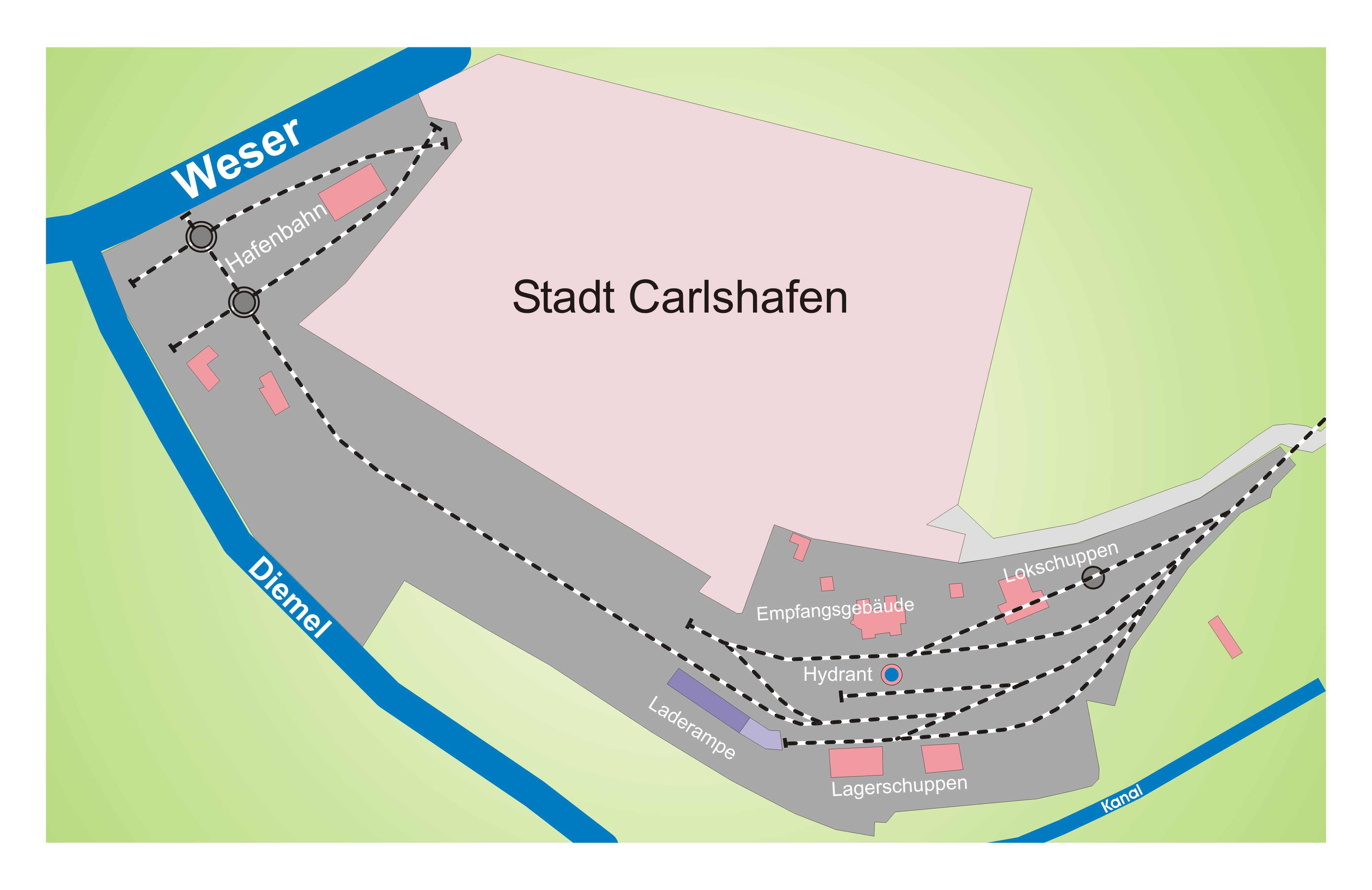
Gleisplan (1912–1966) des Bahnhofs „Carlshafen“

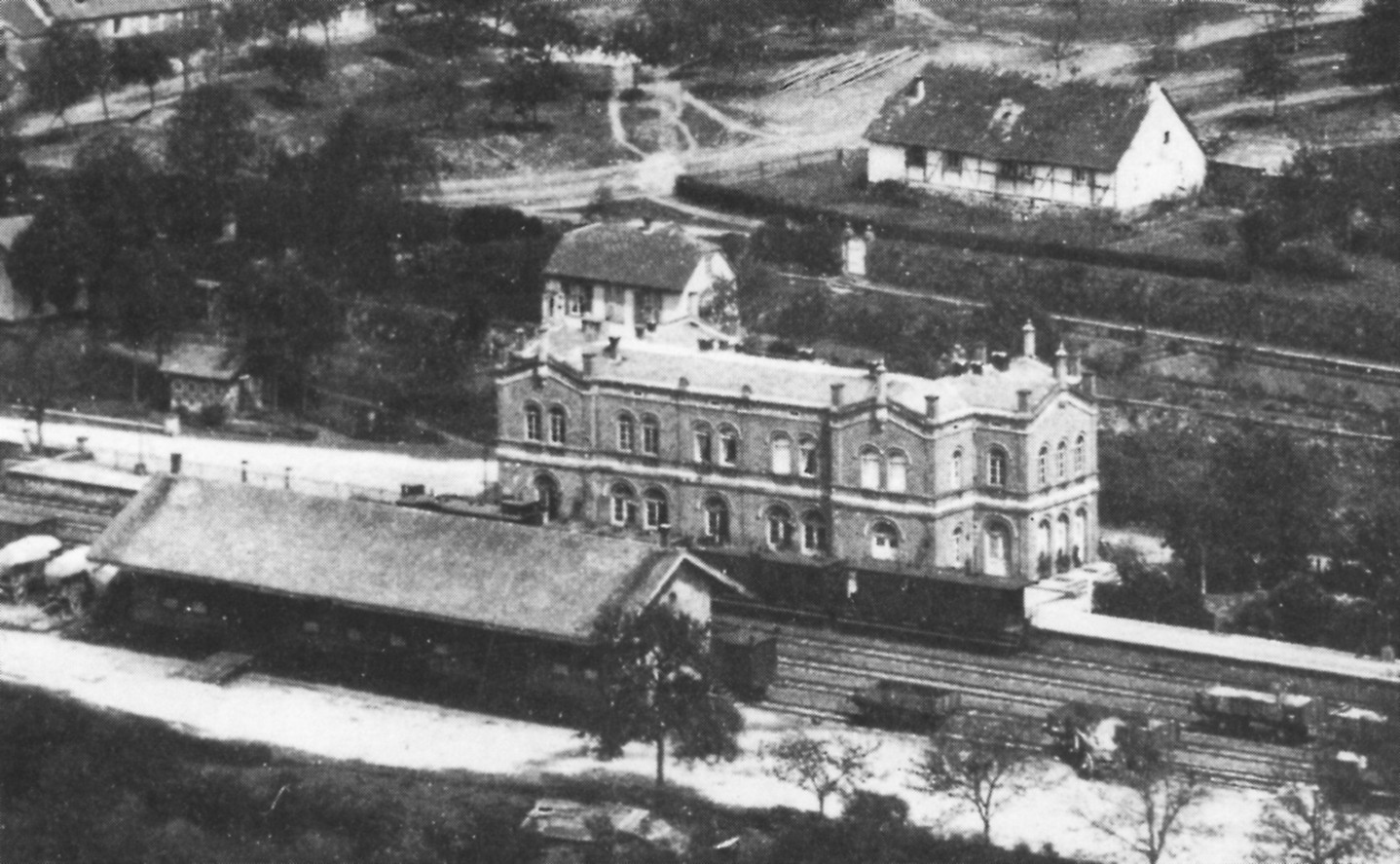
Bahnhof „Carlshafen linkes Ufer“ im Jahr 1877

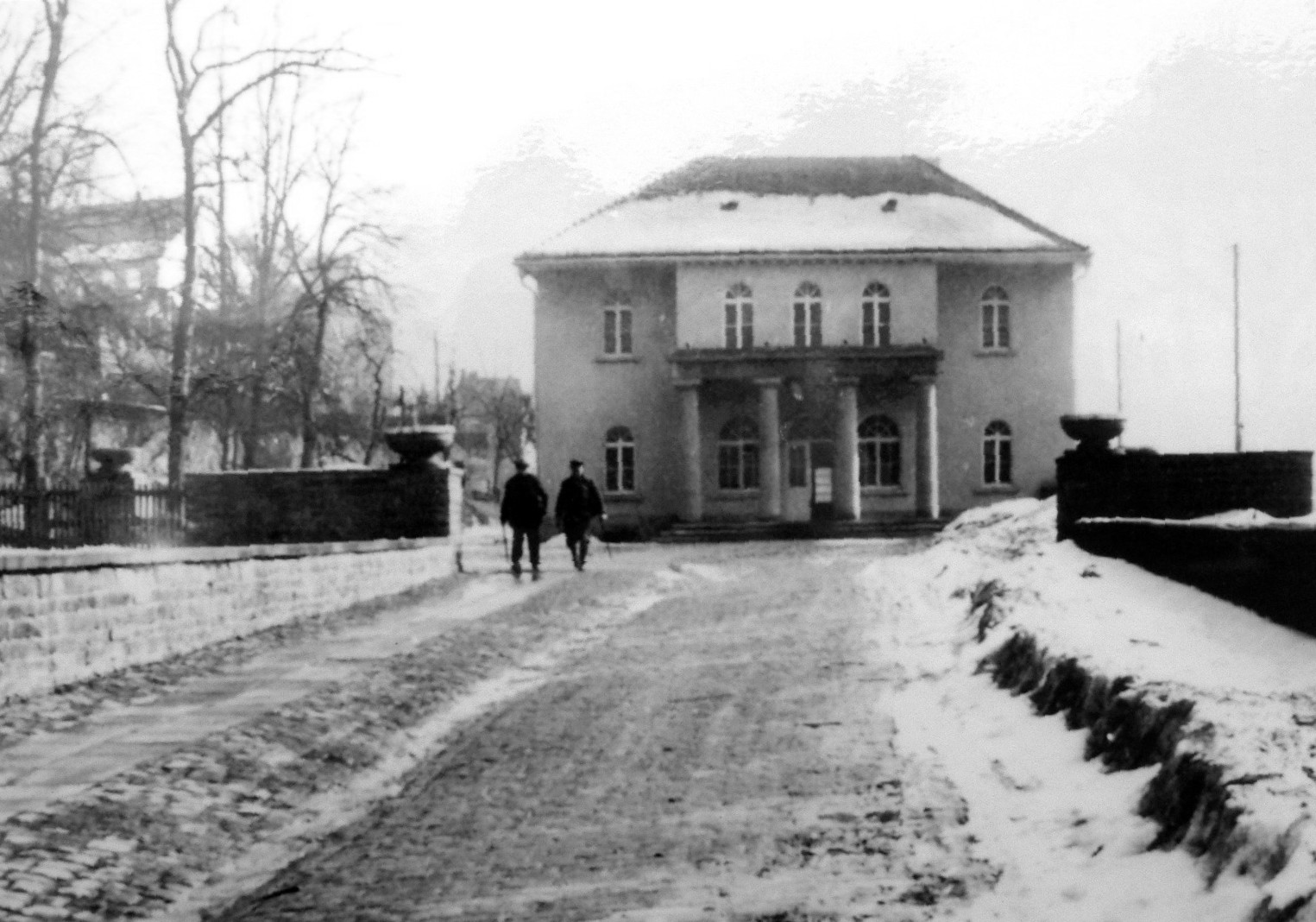
Empfangsgebäude „Carlshafen l.U.“ nach dem Umbau

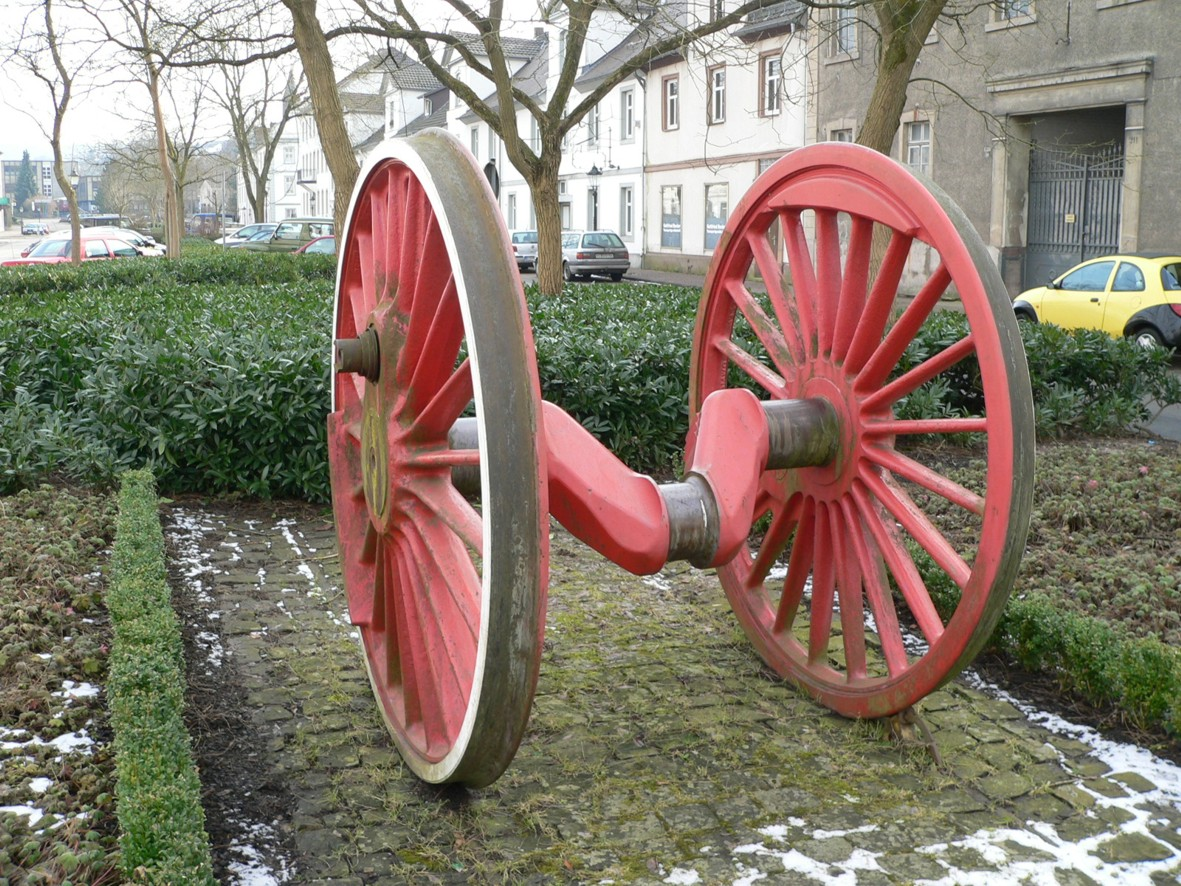
Radsatz einer Drei-Zylinder-Dampflok in Karlshafen als Erinnerung an die Carlsbahn

Die Carlsbahn war eine Eisenbahnstrecke zwischen Hümme und Bad Karlshafen. Sie wurde 1848 eröffnet; ihr letzter Abschnitt wurde 1986 stillgelegt. Auf Teilen der einstigen Trasse, die durch den heutigen Landkreis Kassel in Hessen führt, verlaufen unter anderem Teile des Diemelradwegs.
Errichtet wurde die Carlsbahn als Teilstück der ersten Strecke der Friedrich-Wilhelms-Nordbahn-Gesellschaft, einer 1844 gegründeten hessischen Privatbahn. Sie verband Kassel mit Karlshafen und sollte vor allem den Anschluss Kassels an die Flussschifffahrt auf der Weser gewährleisten. Als erstes Teilstück und erste Eisenbahn im Kurfürstentum Hessen ging 1848 ein Abschnitt der Strecke von Karlshafen bis zu einem provisorischen Bahnhof bei Grebenstein in Betrieb. Gegenüber der in Hümme abzweigenden Strecke nach Warburg verlor die Carlsbahn sehr schnell an Bedeutung. Pläne zu einer Verlängerung der in Karlshafen endenden Bahnstrecke auf die andere Weserseite und damit ihr Ausbau zu einer Durchgangsstrecke wurden jahrzehntelang immer wieder verfolgt, aber nie realisiert. 1966 wurde die Carlsbahn mit Ausnahme des Abschnitts von Hümme bis Trendelburg für den Gesamtverkehr eingestellt. Bis Trendelburg verkehrten danach noch für 20 Jahre Güterzüge; dieser Restverkehr endete 1986.

## Geografische Lage
Die ehemalige Trasse der Carlsbahn verläuft im Wesentlichen oberhalb des rechten Ufers der im Tal fließenden Diemel, am Westabhang des Reinhardswaldes. Lediglich im Deiseler Tunnel führt ihr einstiger Streckenverlauf durch den Bergrücken einer Diemelschleife.

## Namensgebung
Am 6. August 1846 legte die mit der Erstellung der Strecke beauftragte Kurfürst-Friedrich-Wilhelms-Nordbahn Aktiengesellschaft den Namen für die Strecke nach Bad Karlshafen, das bis 1935 Carlshafen hieß, als Carlsbahn fest. Hierdurch sollte an Landgraf Carl von Hessen erinnert werden, auf dessen Veranlassung 1699 die Stadt Carlshafen als Hugenottensiedlung entstand. 

## Geschichte

### Ausgangslage
Die Staaten Sachsen-Weimar-Eisenach, Sachsen-Coburg und Gotha, Preußen und Kurhessen verhandelten seit 1840 darüber, eine Ost-West-Eisenbahnverbindung zwischen Westfalen und Halle an der Saale zu errichten. Zwischen Gerstungen im Osten und Haueda, 14 Kilometer westlich von Hümme an der Grenze zu Westfalen gelegen, sollte diese Hauptbahn über Kassel und Bebra durch kurhessisches Gebiet führen. Im Herbst des Jahres 1841 kamen die Verhandlungen zum Abschluss.
1844 erhielt die Friedrich-Wilhelms-Nordbahn-Gesellschaft die Konzession für den Streckenbau, die heutige Bahnstrecke Kassel–Warburg. Die Konzession enthielt auch die Auflage, eine Pferde-Zweigbahn von Kassel nach Karlshafen an der Weser zu bauen. Damals war die Flussschifffahrt auf der Weser ein wesentliches Fernverkehrsmittel. Als sich die Planungen 1846 konkretisierten, wurde für die Trasse der Hauptbahn ein Verlauf über Hümme, 32 Kilometer nördlich von Kassel, festgelegt und dass die Carlsbahn von dort nach Karlshafen abzweigen sollte. Außerdem sollten nicht Pferde, sondern Lokomotiven die Züge ziehen.

### Bau
Errichtet wurde die Carlsbahn als Teilstück der ersten Strecke, die die Friedrich-Wilhelms-Nordbahn-Gesellschaft erbaut hat. Sie verband Kassel mit Karlshafen und wurde in Teilstücken eröffnet. Als erstes Teilstück und erste Eisenbahn in Kurhessen ging am 30. März 1848 ein Abschnitt der Strecke von Karlshafen bis zu einem provisorischen Bahnhof am Nordrand von Grebenstein in Betrieb. Er wurde am 3. April 1848 offiziell eröffnet und damit auch die Carlsbahn.
Als am 6. Februar 1851 der Anschluss über den Grenzbahnhof Haueda nach Warburg und an das Netz der Königlich-Westfälischen Eisenbahn-Gesellschaft hergestellt war, überwog die Bedeutung des Eisenbahnverkehrs auf dieser Hauptbahn bei weitem. Die „Carlsbahn“ zwischen Hümme und Karlshafen wurde zur Nebenbahn. Die 16,5 Kilometer lange, eingleisige Strecke stellte zwar die einzige inländische Verbindung des Kurfürstentums Hessen zu einem Weserhafen dar. Schon bald überwog aber die Bedeutung des Eisenbahnverkehrs die Schifffahrt bei weitem, was den verkehrlichen Wert der Carlsbahn stark minderte.

## Streckenverlauf

### Strecke
Die Carlsbahn zweigte am Nordkopf des Bahnhofs Hümme von der Bahnstrecke Kassel–Warburg ab. Im Gegensatz zur Hauptstrecke war die 16,5 Kilometer lange Bahnstrecke nur eingleisig. Ihre maximale Neigung betrug 1:100, der engste Radius 201 Meter. An größeren Bauwerken wurden der 202 Meter lange Deiseler Tunnel zwischen Trendelburg und Wülmersen errichtet, sowie ein dreibogiger Viadukt über die Holzape, einen im Reinhardswald entspringenden Bach, ausgeführt.

### Bahnhöfe und Haltepunkte
Bahnhöfe erhielten die bei der Eröffnung der Strecke 1.014 beziehungsweise 1.207 Einwohner zählenden Städte Trendelburg, Helmarshausen und Karlshafen mit 1.652 Einwohnern, letzteres unmittelbar neben dem Zentrum.

#### Hümme
Hümme hatte beim Bahnbau einen Inselbahnhof erhalten. Empfangsgebäude und Lokschuppen stammten von Julius Eugen Ruhl. Bereits Ende des 19. Jahrhunderts war die unzweckmäßige Lage des Empfangsgebäudes zwischen den Gleisen sowie der Gleisführung selbst Anlass für einen grundlegenden Umbau. 1897 war das neue Empfangsgebäude in Seitenlage fertiggestellt, 1902 der Umbau abgeschlossen und kurz darauf wurde der Lokomotivschuppen von 1848 abgebrochen und durch einen dreiständigen Teilringschuppen mit vorgelagerter 16 m-Drehscheibe ersetzt.

#### Stammen
In Stammen hielten zunächst keine Züge. Eine Petition der Gemeinde an die Königliche Eisenbahndirektion Elberfeld vom 29. April 1894 erreichte, dass ab dem 1. Februar 1895 hier ein Haltepunkt in Betrieb genommen wurde. Die Kosten für die Errichtung des Bahnsteiges übernahm, wie vertraglich vereinbart, die Gemeinde.

#### Trendelburg
Der Bahnhof Trendelburg erhielt gleich 1848 ein Ausweichgleis, ein Kopfgleis und ein Anschlussgleis zum Trendelburger Sandsteinbruch. Das erste Empfangsgebäude stammte von Julius Eugen Ruhl. Bis auf das 1914 neu errichtete Empfangsgebäude blieb die Anlage bis zur Stilllegung der Strecke unverändert.

#### Wülmersen
Auch der Pächter des Rittergutes Wülmersen und der Besitzer einer nahe gelegenen Mühle sowie die Vertreter des zwei Kilometer entfernt gelegenen Dorfes Deisel petitionierten am 26. Juni 1896 um die Errichtung eines Haltepunktes neben dem unmittelbar an der Bahn liegenden Gut. Nachdem die Eingabe zunächst abgelehnt wurde, erhielt Wülmersen schließlich 1899 doch den ersehnten Haltepunkt und 1902 das Rittergut ein Anschlussgleis.

#### Helmarshausen
Helmarshausen hatte beim Bahnbau eine später als Bahnhof bezeichnete Haltestelle mit beidseits ans Hauptgleis angebundenem Freiladegleis und einer festen Rampe erhalten. Das Empfangsgebäude stammte von Julius Eugen Ruhl. Gewerbeansiedlungen im Jahr 1912 führten dazu, dass eine Erweiterung der Bahnanlagen für 1915 genehmigt, aber aufgrund des Ersten Weltkriegs nicht mehr verwirklicht wurden.

#### (Bad) Karlshafen
Karlshafen hatte beim Bau der Carlsbahn im Hinblick darauf, dass es End- und Kopfbahnhof der Strecke war und in Erwartung eines regen Güterumschlags mit der Weserschifffahrt, einen großen Bahnhof erhalten. Das Empfangsgebäude stammte von Julius Eugen Ruhl. Neben dem Hauptgleis gab es ein Umlaufgleis, zwei Aufstellgleise, je ein Güterschuppen- und Freiladegleis sowie mehrere Gleise in einem kleinen Lokomotivbahnhof. Hinzu kam eine durch Schiebebühne mit den übrigen Gleisen verbundene Wagenhalle. Ein Gleis führte im Straßenraum weiter bis zum Weserhafen, dessen Kai allerdings rechtwinklig zum ankommenden Gleis lag. Zwischen diesem und den beiden parallel zum Kai liegenden Gleisen, auf denen die Güterwagen für das Ladegeschäft aufgestellt wurden, vermittelten den Verkehr zwei Drehscheiben. Zwischen den beiden Hafengleisen stand ein weiterer Lagerschuppen. Da die Anlage bereits 1881 überdimensioniert erschien, wurden ein Gleis völlig und ein anderes teilweise entfernt. Die zum Teil von der Bahnmeisterei genutzte Waggonhalle wurde auf Abbruch verkauft. Da sich des Öfteren im Bahnhof abgestellte Wagen selbstständig gemacht hatten und das abschüssige Hafengleis herab gerollt waren, änderte man dessen Anbindung im Bahnhofsbereich durch eine zusätzliche Weiche. In den 1920er Jahren wurde das Empfangsgebäude erheblich umgebaut. Es wurde verkleinert und erhielt eine dem Zeitgeschmack angepasste Außengestaltung.

## Betrieb

### Kurhessische Zeit
Verkehrten anfangs nur zwei Zugpaare am Tag, wurde ab 1. August 1848 für zwei Jahre die Frequenz auf drei Zugpaare am Tag erhöht. Die Fahrzeit zwischen Hümme und Karlshafen betrug zwischen 35 und 40 Minuten. 1851 trat das Königreich Hannover dem Deutschen Zollverein bei, so dass nun der näher an Kassel gelegene Hafen von Hann. Münden bevorzugt wurde. Gleichzeitig nahm der Schiffsverkehr auf der Oberweser durch die Eröffnung der Hannöverschen Südbahn erheblich ab, die 1856 von Göttingen aus über Hann. Münden Kassel erreichte. Der Schiffsverkehr an der Oberweser wurde zudem stark durch Wasserstandsschwankungen beeinträchtigt. Der Frachtumschlag am Weserkai Karlshafens betrug 1863 nur noch 19.024 Tonnen.
Damals stand, um dieser negativen Entwicklung zu begegnen, erstmals die Weiterführung der Strecke über Karlshafen hinaus zur Debatte. Vorverhandlungen mit einem englischen Bankhaus wurden 1864 mit dem Ziel aufgenommen, die Finanzierung des Projektes zu sichern. Die Verhandlungen, die sich durch hohe Forderungen der Kurfürst-Friedrich-Wilhelms-Nordbahn-Gesellschaft erschwerten, kamen jedoch nicht zum Abschluss, bevor sich die politischen Verhältnisse durch den Krieg von 1866 mit der Annexion Kurhessens und Hannovers durch Preußen grundlegend veränderten.

### Preußische Zeit
Der preußische Staat nahm sofort erheblichen Einfluss auf die Kurfürst-Friedrich-Wilhelms-Nordbahn-Gesellschaft und damit auch auf die Carlsbahn. Die Gesellschaft wurde in Hessische Nordbahn umbenannt. Deren Verwaltung übernahm am 1. April 1867 der preußische Staat und errichtete dafür in Kassel eine Eisenbahndirektion. 1868 ging dann die Nordbahn in das Eigentum der Bergisch-Märkischen Eisenbahn-Gesellschaft über, die ab 1873 auch die Verwaltung der Nordbahnstrecken übernahm. Dies bedeutete das schnelle Ende der Kasseler Eisenbahndirektion. Am 1. Januar 1882 erfolgte schließlich die Verstaatlichung der Bergisch-Märkischen Eisenbahn-Gesellschaft und damit auch der Carlsbahn.
Preußen strebte zunächst den Bau einer Strecke von Karlshafen über Detmold und Herford nach Lemförde an. Obwohl die Bergisch-Märkische Eisenbahn-Gesellschaft zwischen den Jahren 1873 und 1878 mehrere Varianten einer östlichen Verlängerung der Carlsbahn plante, scheiterte dies stets an der Finanzierung. Der Entschluss, die Pläne endgültig aufzugeben, dürfte dadurch erleichtert worden sein, dass bereits 1873 die Königlich-Westfälische Eisenbahn-Gesellschaft die Konzession für eine zweite Karlshafen berührende Strecke erhalten hatte. Diese 1878 vollendete Sollingbahn wurde schnell zu einer bedeutenden Ost-West-Magistrale für den Güterverkehr. Sie verlief bei Karlshafen auf dem rechten Weserufer, erhielt dort einen Bahnhof, wurde aber nie mit der Carlsbahn verbunden. Um eine Verwechslung zwischen den nun zwei Bahnhöfen Karlshafens zu vermeiden, wurde dem der Carlsbahn der Zusatz Linkes Ufer (l.U.) und dem der Sollingbahn der Zusatz Rechtes Ufer (r.U.) hinzugefügt.
Das bis in die 1870er Jahre bescheidene Verkehrsaufkommen der Carlsbahn mit zwei Zugpaaren am Tag wurde bis 1914 schrittweise auf sieben Zugpaare erhöht. Allerdings verlängerten sich durch den überwiegenden Einsatz von gemischten Zügen die Fahrzeiten auf bis zu 50 Minuten. Reine Personenzüge schafften die Strecke in 33 Minuten dank der ab 1904 für Nebenstrecken auf 50 Kilometer pro Stunde heraufgesetzten Höchstgeschwindigkeit.

### Reichsbahnzeit
Der Übergang der Länderbahnen auf die neu gegründete Deutsche Reichsbahn erfolgte im Schatten schwerer politischer und wirtschaftlicher Krisen, die auch direkt die Carlsbahn betrafen. Die Zugfrequenz, bereits während des Krieges reduziert, wurde durch die Reichsbahndirektion Kassel am 15. Januar 1924 nochmals auf dann nur noch drei tägliche Zugpaare herabgesetzt. Triebwagen übernahmen die Beförderung der wenigen Fahrgäste. Die Reichsbahn beabsichtigte, um den Betriebsaufwand zu reduzieren, die verkehrsarmen Haltepunkte Stammen und Wülmersen zu schließen oder zumindest einzelne Züge dort nicht mehr halten zu lassen, was aber zu massiven Protesten führte. Nach einer erneuten Rentabilitätsberechnung wurde die Entscheidung schließlich zurückgenommen. Erst mit dem Sommerfahrplan 1925 besserte sich die Lage. Bis 1938 stieg die Zugfrequenz wieder schrittweise auf bis zu sieben Zugpaare am Tag an. Einige Züge wurden von und nach Kassel durchgeführt. Auch verkehrten jetzt nur noch reine Reisezüge. Vier Zugpaare waren Triebwagen.

### Zeit nach dem Zweiten Weltkrieg
Die Strecke der Carlsbahn wurde im Zweiten Weltkrieg nicht beschädigt. Im Frühjahr 1946 verkehrte täglich nur noch ein reines Personenzugpaar und werktäglich ein Personenzugpaar mit Güterbeförderung ohne Halt in Stammen. Zwei Zugpaare fuhren nicht täglich. Ab Sommerfahrplan 1949 gab es wieder sechs Zugpaare an Werktagen und fünf an Sonn- und Feiertagen. Einzelne Züge wurden von und nach Kassel durchgeführt.
Um 1950 wurde nochmals die Weiterführung der Carlsbahn zur Sollingbahn am anderen Weserufer diskutiert. Dazu wäre aufgrund der ungünstigen Topografie in Bad Karlshafen der Neubau eines etwa 530 Meter langen Tunnels erforderlich gewesen. So fiel die Entscheidung für die Einbindung des Nord-Süd-Güterfernverkehrs in die Bahnstrecke Hamm–Warburg durch Bau der Umgehungskurve am Bahnhof Altenbeken.
In den 1950er Jahren entwickelte sich die Carlsbahn zu einer mit bis zu neun Reisezügen je Richtung befahrenen Nebenbahn. Die Fahrzeit wurde auf unter 30 Minuten reduziert und zahlreiche Züge liefen von und nach Kassel durch.
Wie auf vielen anderen Strecken der Deutschen Bundesbahn, wurde auch auf der Carlsbahn in den Folgejahren versucht, den Schienenverkehr durch eine weitgehende Umstellung auf Schienenbusse wirtschaftlicher zu gestalten. Zeitweise zog auch eine V 36 die Personenzüge. Ab 1963 kamen Loks der Baureihe 86, Akkumulatorentriebwagen der Baureihe ETA 150 mit Beiwagen, einmotorige Schienenomnibusse der Reihe VT 95 mit Beiwagen und Dieseltriebwagen der Reihe VT 60 mit Beiwagen zum Einsatz.
Der Güterverkehr auf der Carlsbahn hielt sich in dieser Zeit in Grenzen. Für ihn genügte die Rangierlok des Bahnhofs Hümme, eine Köf II. Die zulässige Last betrug zwischen Hümme und Trendelburg 200 Tonnen, auf dem nördlichen Teil der Strecke lediglich 100 Tonnen. Bahnanschlussgleise bestanden in Karlshafen (Weserhafen), in Wülmersen (Siedlungsgemeinschaft) und bei Trendelburg (Sandsteinbrüche).

## Stilllegung
Auf der Carlsbahn endete der Reisezugverkehr am 25. September 1966. Zugleich wurde auf dem elf Kilometer langen Abschnitt Trendelburg–Karlshafen auch der Güterverkehr eingestellt. Begründet wurde die Stilllegung mit dem desolaten Zustand und sicherheitsrelevanten Mängeln der Eisenbahninfrastruktur. Mittel zur Sanierung wurden nicht bereitgestellt. Zwischen Trendelburg und Hümme wurde der Güterverkehr am 27. September 1986 und damit der Eisenbahnverkehr auf der Carlsbahn insgesamt eingestellt.

## Relikte
Auf einem Teil der Trasse verläuft heute der Diemelradweg und die Wanderroute Märchenlandweg. An vielen Stellen sind noch bauliche Reste der Carlsbahn zu sehen. So sind Durchlässe und viele Stützmauern sowie der Viadukt weitgehend im ursprünglichen Zustand erhalten. Mehrere Hochbauten, wie das Empfangsgebäude von Trendelburg, stehen noch, teilweise jedoch durch An- und Umbauten verändert. Der Deiseler Tunnel zwischen Trendelburg und Wülmersen ist erhalten und seit September 2014 als Teil des Diemelradwegs durchfahrbar. Nur in Bad Karlshafen ist nichts mehr von den Bahnanlagen zu sehen. Auch die Verladeanlagen am Weserkai mit den Drehscheiben wurden beseitigt. Eine Gedenktafel neben einem Lokradsatz, den die Stadt 1975 in der Carlstraße aufstellen ließ, erinnert an den ehemaligen Anschluss Bad Karlshafens an die Eisenbahn. Auf dem Schulhof der Marie-Durand-Schule, die das einstige Areal des Empfangsgebäudes einnimmt, wurde ein Schienenbus der Baureihe VT 2.09 der Deutschen Reichsbahn aufgestellt, ein Ferkeltaxi, das jedoch die Strecke nie befuhr. Dieser wurde am 29. Juli 2020 von den Förderverein Bürgerbahnhof Güsen erworben und zum Bahnbetriebswerk Stendal transportiert.
Nach dem Ende des Gesamtverkehrs zwischen Trendelburg und Karlshafen blieben die Gleise bis 1970 liegen und wurden dann bis auf ein Ausweich- und ein Kopfgleis im Bahnhofsbereich Trendelburg abgebaut. 1973 wurde das Ausweichgleis und umgehend nach Stilllegung der Reststrecke 1986 der gesamte Oberbau entfernt.
2000 wurde auf der Trasse der Carlsbahn der Eco Pfad Diemel angelegt, der zur Entdeckung der Spuren des 1710 begonnenen Landgraf-Carl-Kanals anregen soll. Dieser Kanal, der fast parallel zur Carlsbahn verlief, wurde nie fertiggestellt.
2001 erinnerte die Ausstellung Die Carlsbahn im Wandel der Zeit. Dokumentierte Relikte in Trendelburg an die erste kurhessische Eisenbahnstrecke.

## Zukunft
Der Nordhessische Verkehrsverbund verkündete im Jahr 2022 unter Vorbehalt die Absicht, den Abschnitt Trendelburg – Hümme der Carlsbahn für den Schienenpersonennahverkehr neu zu errichten. Im Bahnhof Hümme endet die Linie RT1 der RegioTram Kassel mit einer langen Wendezeit, so dass die Linie ohne zusätzliches Fahrzeug bis Trendelburg und optionalem Halt in Stammen verlängert werden könnte. In einer Vorstudie sollen bis 2024 Rahmenbedingungen geprüft werden und es steht eine Bewertung durch weitere politische Gremien aus.